# Manegaon
Manegaon é uma vila no distrito de Jabalpur, no estado indiano de Madhya Pradesh.

## Geografia
Manegaon está localizada a 21° 51′ N, 80° 15′ L. Tem uma altitude média de 298 metros (977 pés).

## Demografia
Segundo o censo de 2001, Manegaon tinha uma população de 9 174 habitantes. Os indivíduos do sexo masculino constituem 52% da população e os do sexo feminino 48%. Manegaon tem uma taxa de literacia de 78%, superior à média nacional de 59,5%: a literacia no sexo masculino é de 83% e no sexo feminino é de 72%. Em Manegaon, 10% da população está abaixo dos 6 anos de idade.